# Saipan
Saipan egy sziget a Csendes-óceán nyugati felén, a Mariana-szigetek második legnagyobb tagja Guam után. A spanyol, német, japán majd amerikai gyarmat jelenleg az Egyesült Államok Északi-Mariana-szigetek külbirtokának részét képezi.

## Földrajza
A sziget hozzávetőlegesen 22 km hosszú és 9 km széles. Kb. 200 km távolságra van északra Guamtól. Legnagyobb pontja az Ogso Tagpochau vulkán a 465 m tengerszint feletti magasságával. A sziget legnagyobb települése Garapan. Saipantól 8 km-re délnyugatra található Tinian szigete. A közöttük lévő területet a Saipan-csatorna névvel illetik.

## Történelem
Saipanra több mint 3000 évvel ezelőtt érkeztek meg az első telepesek. Az őslakosok leszármazottai a chamorrók. Ferdinand Magellán 1521-es érkezésével a sziget spanyol gyarmattá vált Saipán névvel, majd 1899 és 1914 között Német Új-Guinea gyarmathoz tartozott. A német fennhatóság idején időszakosan a Mariana-szigetek egy járási ügyintézőjének székhelye volt. A német időszak alatt főként a kókuszültetvények és az abból származó kopra előállítása játszott fontos gazdasági szerepet. 
Az első világháború elején, 1914-ben japán csapatok szállták meg a szigetet és a versailles-i békeszerződés rendelkezése révén ők is kapták meg. A japán uralom alatt a szigetet erősen megerődítették és jelentős számú katonaságot állomásoztattak itt. 1941-ben 30 000 japán katona állomásozott itt. 
A sziget az érte vívott második világháborús saipani csata révén tett szert ismertségre. A csata 1944. június 15-én vette kezdetét, mikor az amerikai tengerészgyalogság a délnyugati partján partra szállt. A terület háromheti küzdelem révén került az amerikaiak kezére, akik a harcok elültét követően azonnal hozzáláttak a japán repülőterek helyrehozatalának és újabbak létesítésének. Összesen négy repülőtere lett így a szigetnek. Az Isley Field nevű repteréről indultak az első nagyszabású bombázóbevetések Japán ellen. Az egyik 2650 m hosszú kifutópályából lett a mai Saipani nemzetközi repülőtér (Saipan International Airport). A Kagman AFB és a Kobler AFB repterek területét beépítették, míg a sziget északi részén lévő Marpi Field-et benőtte a növényzet. Saipanról kiindulva foglalták el az amerikaiak a 8 km-re délre lévő Tiniant. Innen indultak útjukra az Enola Gay és a Bockscar B-29-es bombázók, hogy atomtámadást intézzenek Hirosima és Nagaszaki japán nagyvárosok ellen. Még 1952-ben is találtak olyan japán katonákat a szigeten, akik nem értesültek a háború befejeződéséről. 
2018. október 24-én a Yutu tájfun végig söpört Tinianon és nagy károkat okozott Saipanon is. A tájfun elvonulása után pár nappal újra kinyitott a kikötő és a reptér.

## Népesség

### Vallás
A chamorrók, karolinaiak és filippinók többsége római katolikus vallású. Néhány vallás több nyelven is megszólítja a híveit, így angolul, chamarróul, tagalogul, koreaiul és kínaiul. A szigeten található egy buddhista templom. A népesség Bangladesből származó része túlnyomórészt muzulmán vallású. 

## Gazdaság
A japán uralom idején a cukoripart és a halászatot jelentősen fejlesztették. Napjainkban a turizmus és a textilipar képezik a gazdaság fő pilléreit. A sziget adóparadicsomnak számít. Az Egyesült Államok külbirtokaként Saipan mentességet élvez bizonyos amerikai törvények alól, főként a szociális politika és a bevándorlási jog tekintetében. Ennek következményeként a textiliparban dolgozók bére az amerikai minimálbérnek nagyjából fele.
Ez mintegy 30 000 textilipari dolgozót jelentett. 1999 januárjában az amerikai szakszervezetek és egyesületek csoportos keresetet indítottak a dolgozók nevében, mivel őket kvázi mint rabszolgákat kezelték. 2003 áprilisában 27 textilipari céget és kereskedőt, köztük a GAP-pal, a Tommy Hilfigerrel, az Abercrombie & Fitch-csel és a Ralph Laurennel egy 20 millió dollárt meghaladó összeg fizetéséről szóló egyezséget kötöttek. Egyedül a Levi Strauss & Co. vonakodott a kártérítési igényt elismerni. A cég elleni eljárás 2004 januárjában ért véget.

## Nevezetességek
Egy vihar következtében 1638. szeptember 20-án Saipan délnyugati csücskénél elsüllyedt a Manilából Acapulco felé tartó spanyol Nuestra Señora de la Concepción galleon. A hajóroncsból 1987-ben számos ékszert hoztak a felszínre.
Saipanon található az Oleai Sports Complex, egy labdarúgó-, atlétikai-, baseball-, röplabda-, és kosárlabdaversenyek rendezésére alkalmas sportkomplexum.

## Ismert személyiség
- Pedro Tenorio (1934–2018), amerikai politikus, az Északi-Mariana-szigetek kormányzója.

## Képgaléria

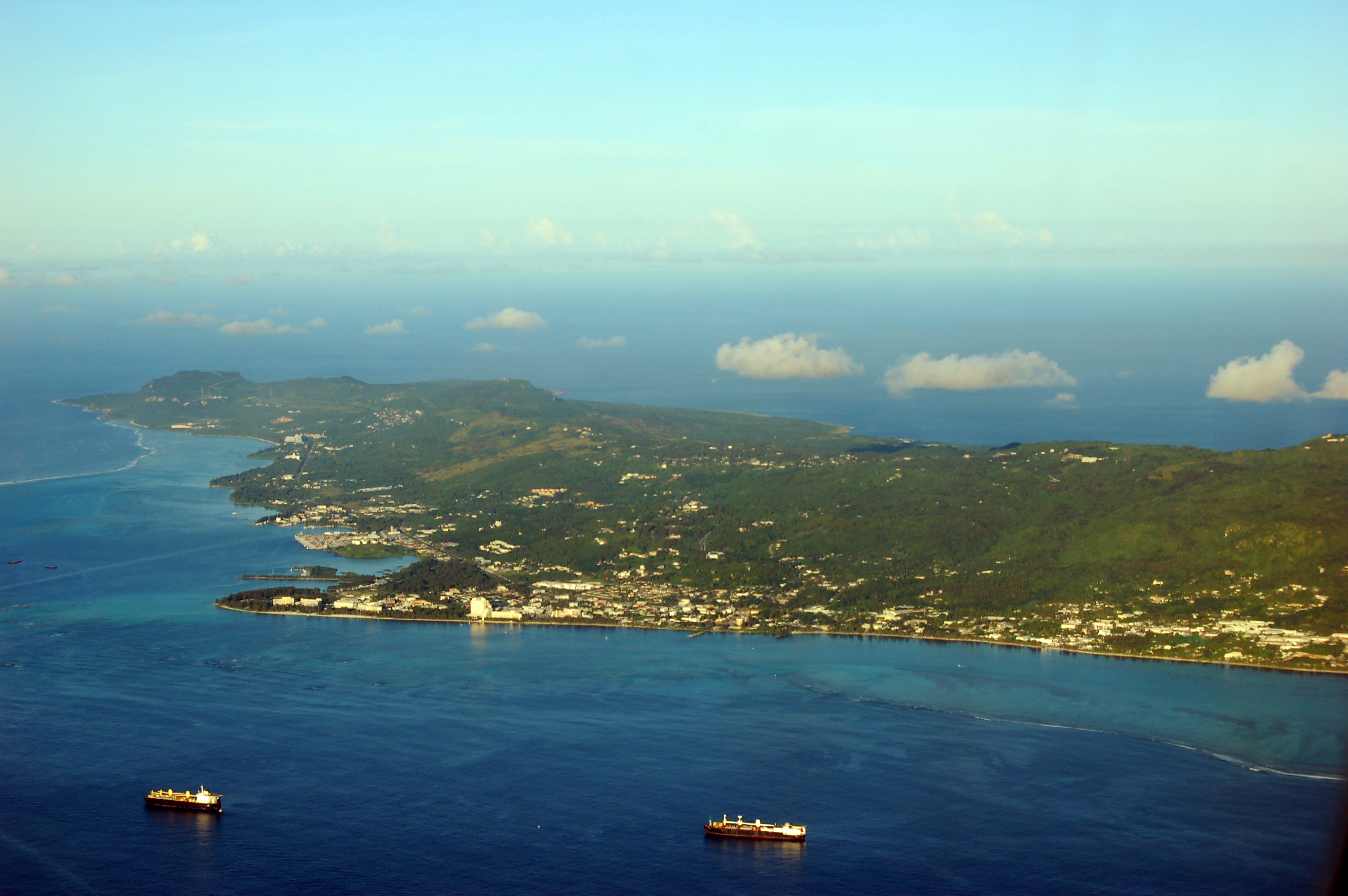
Saipan légifelvételen
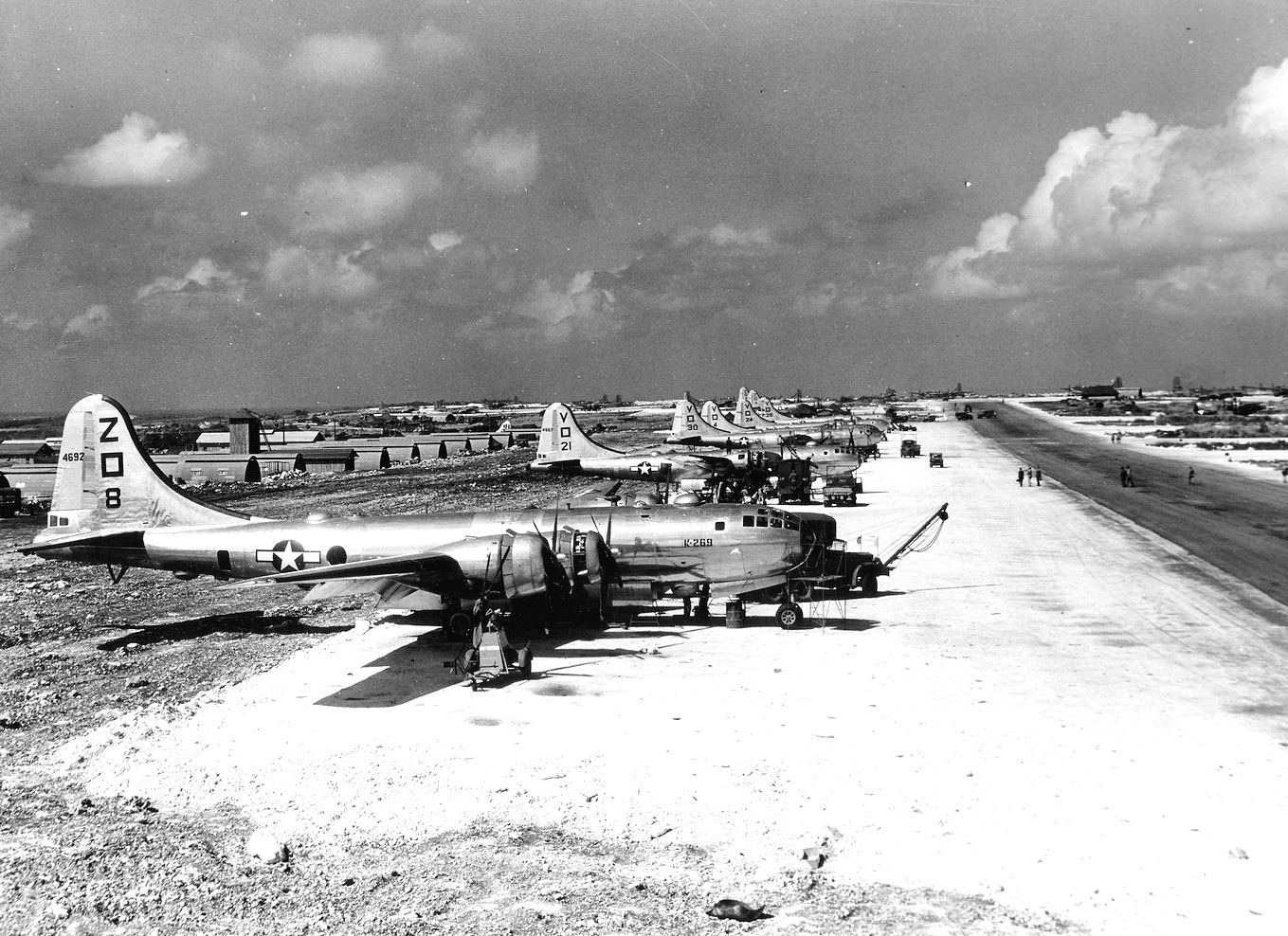
Isley Field (1945)
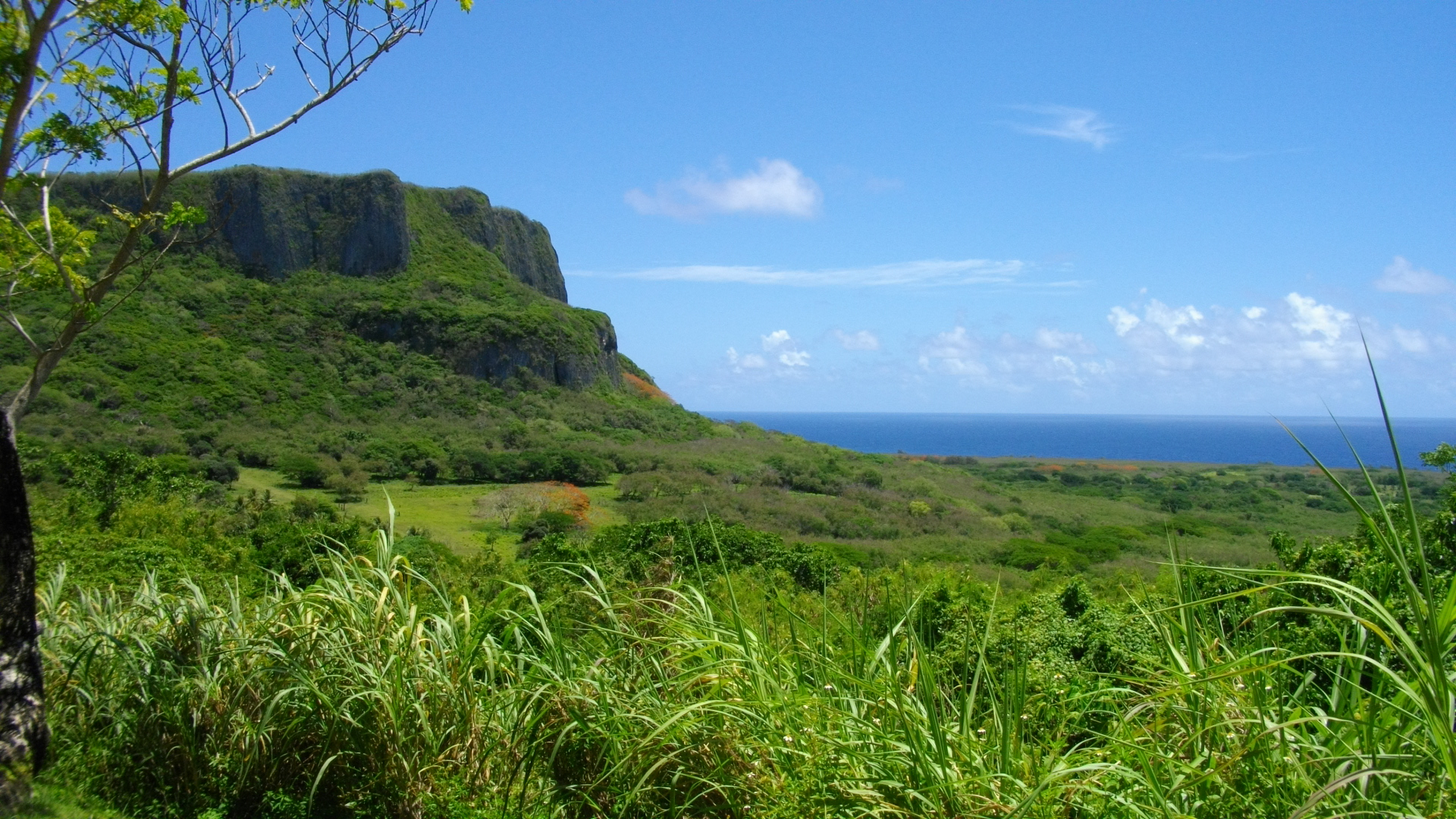
A Marpi-hegy
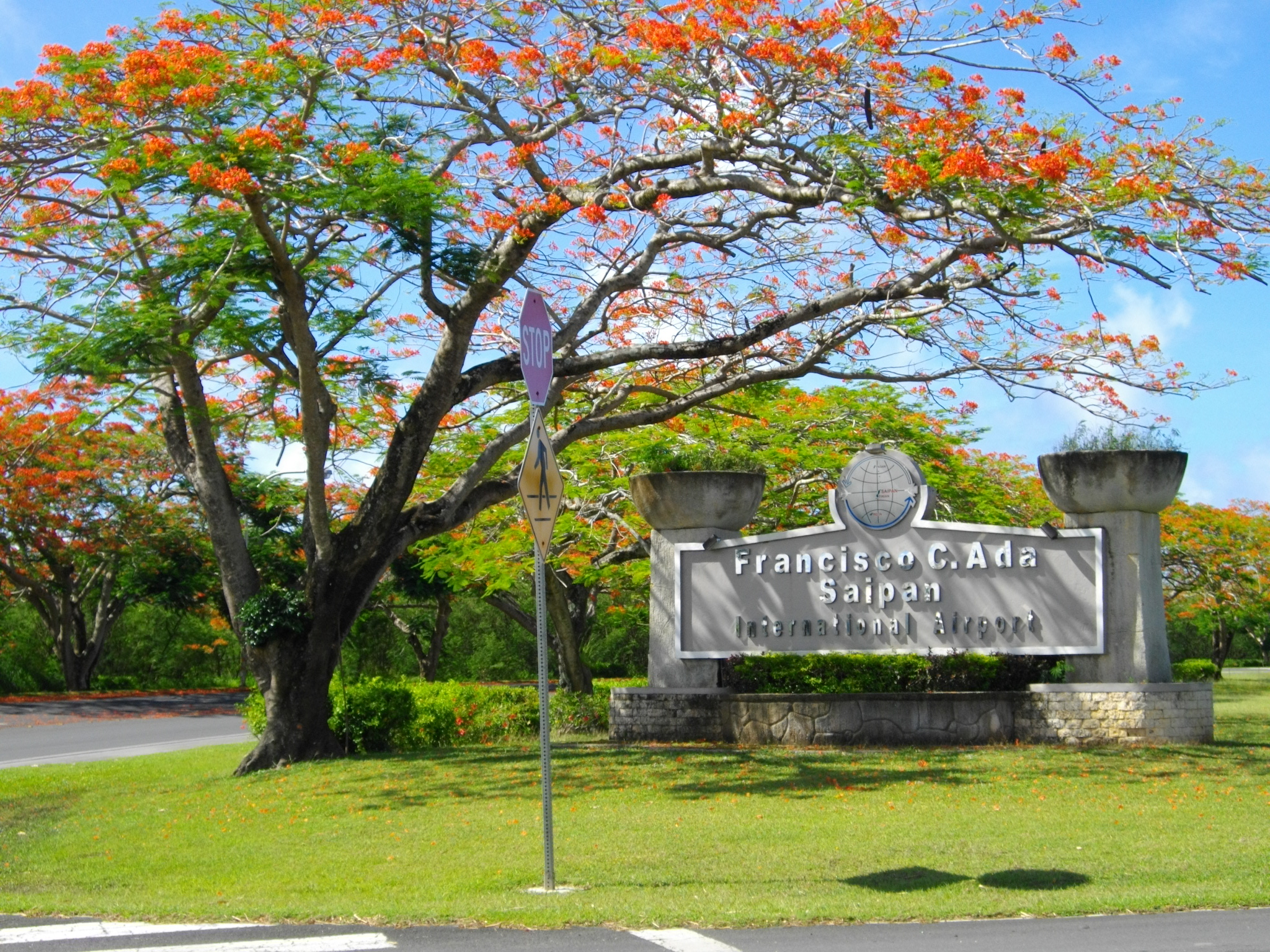
A nemzetközi repülőtér bejárata
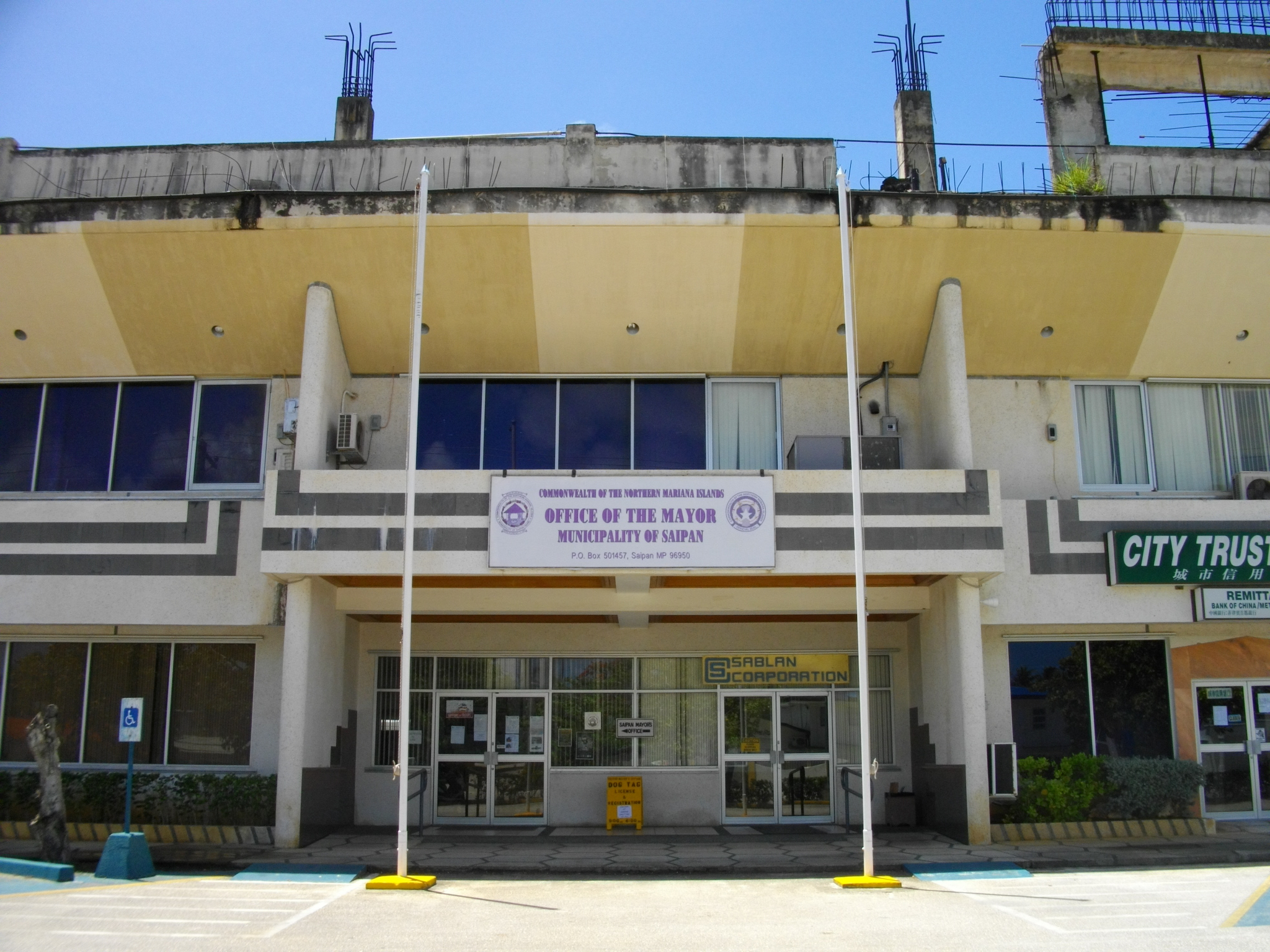
Polgármesteri hivatal
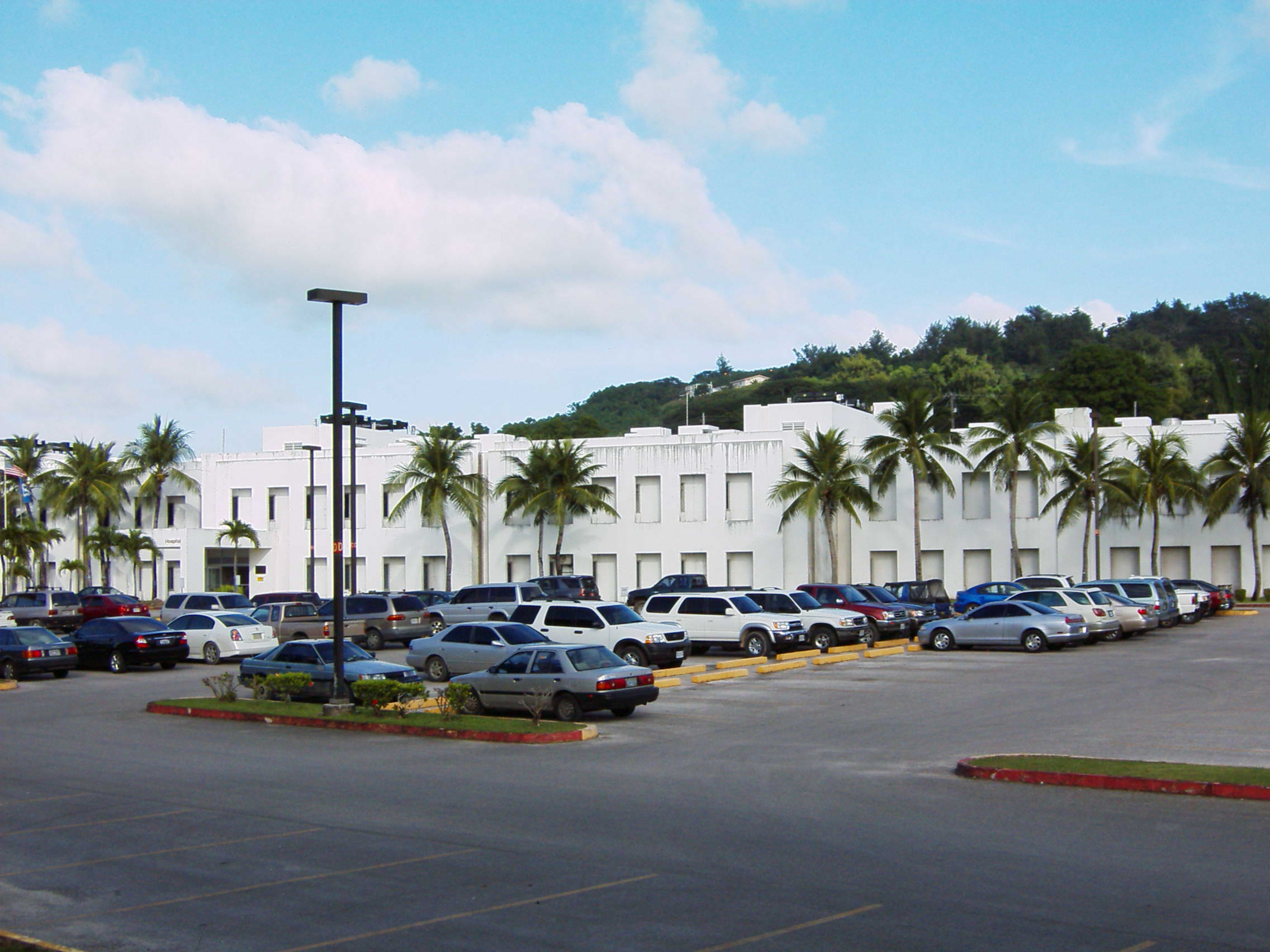
A sziget kórháza
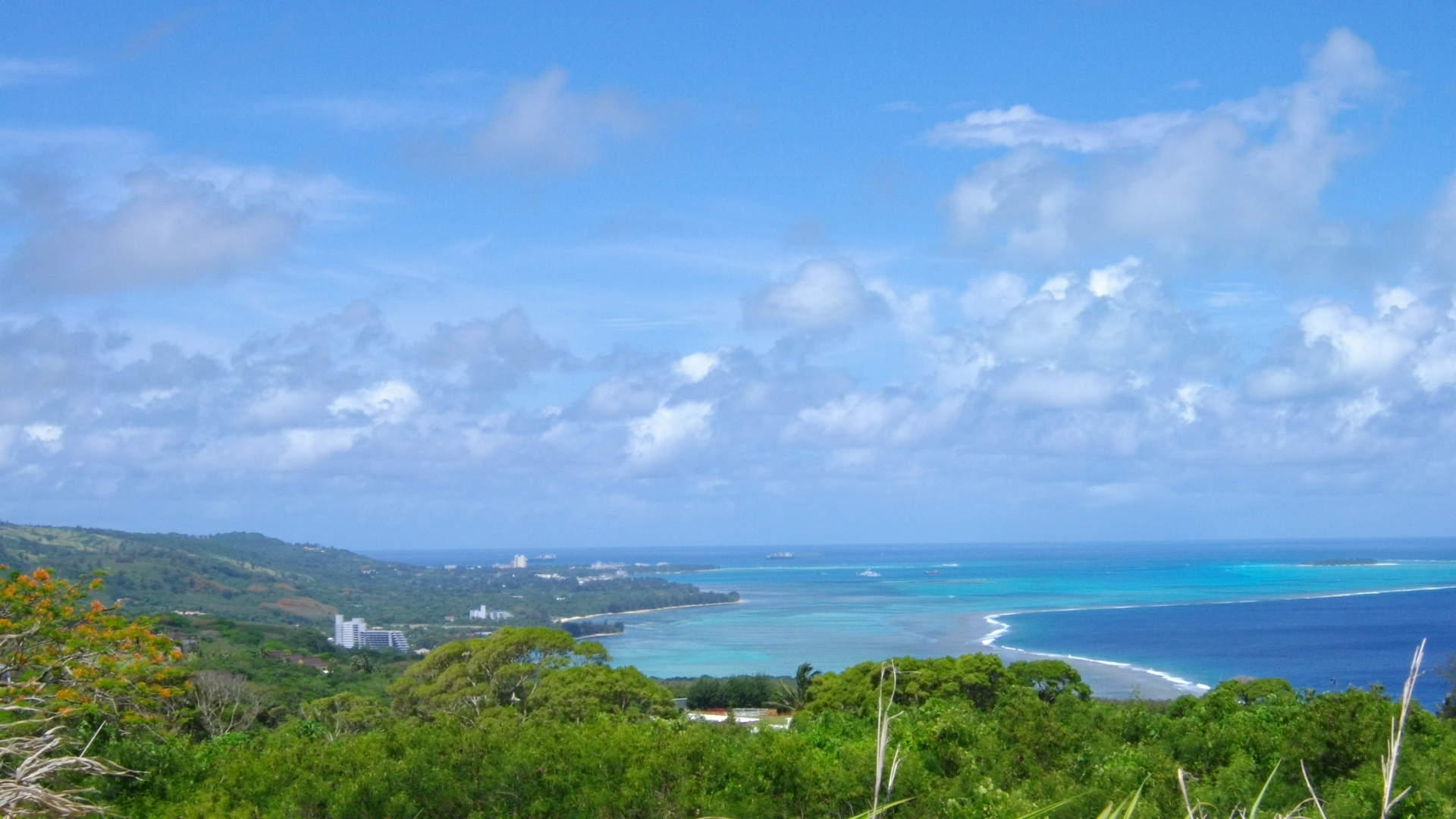
Kilátás Saipan északi részéről
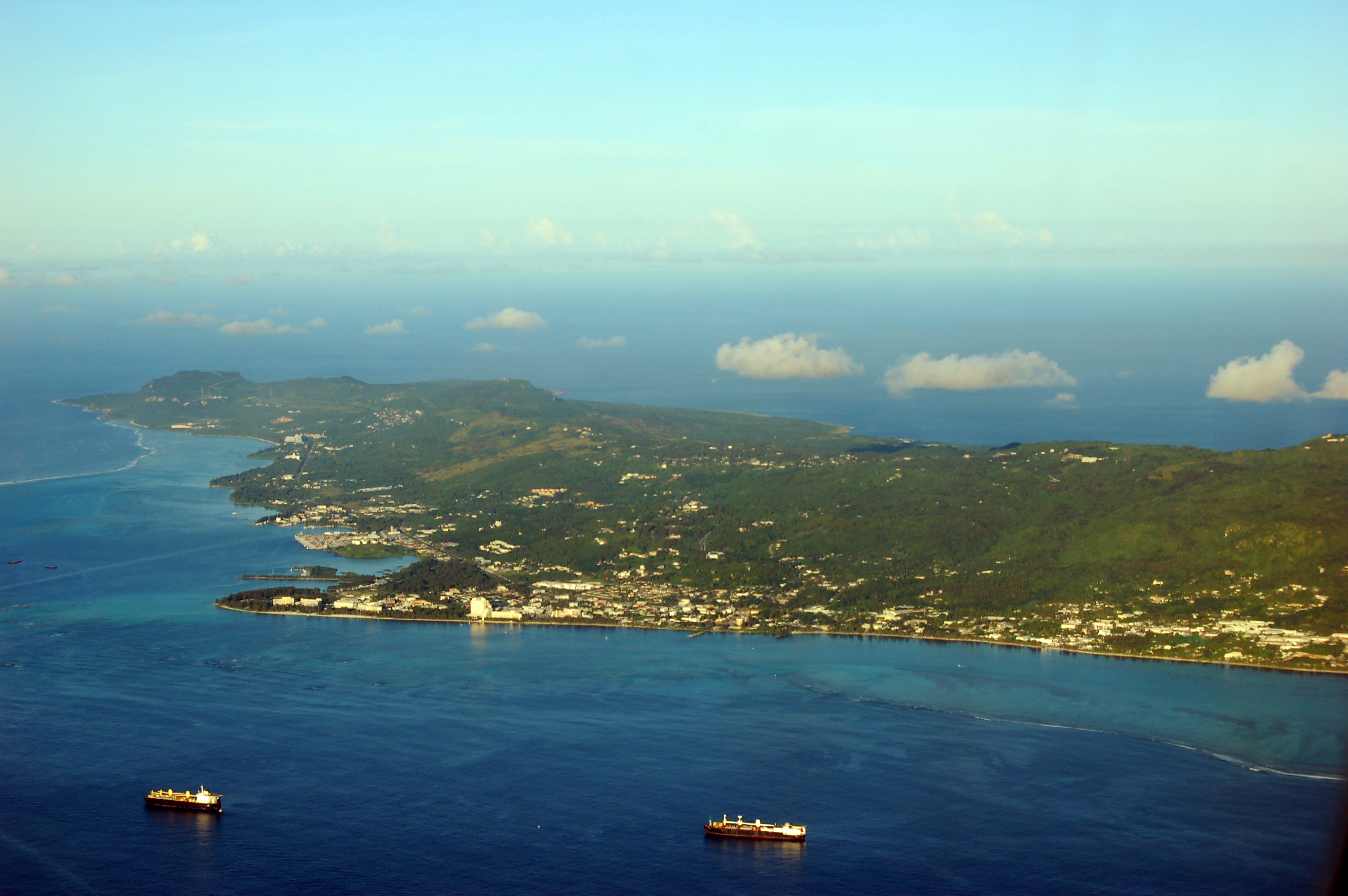
Saipan szigete
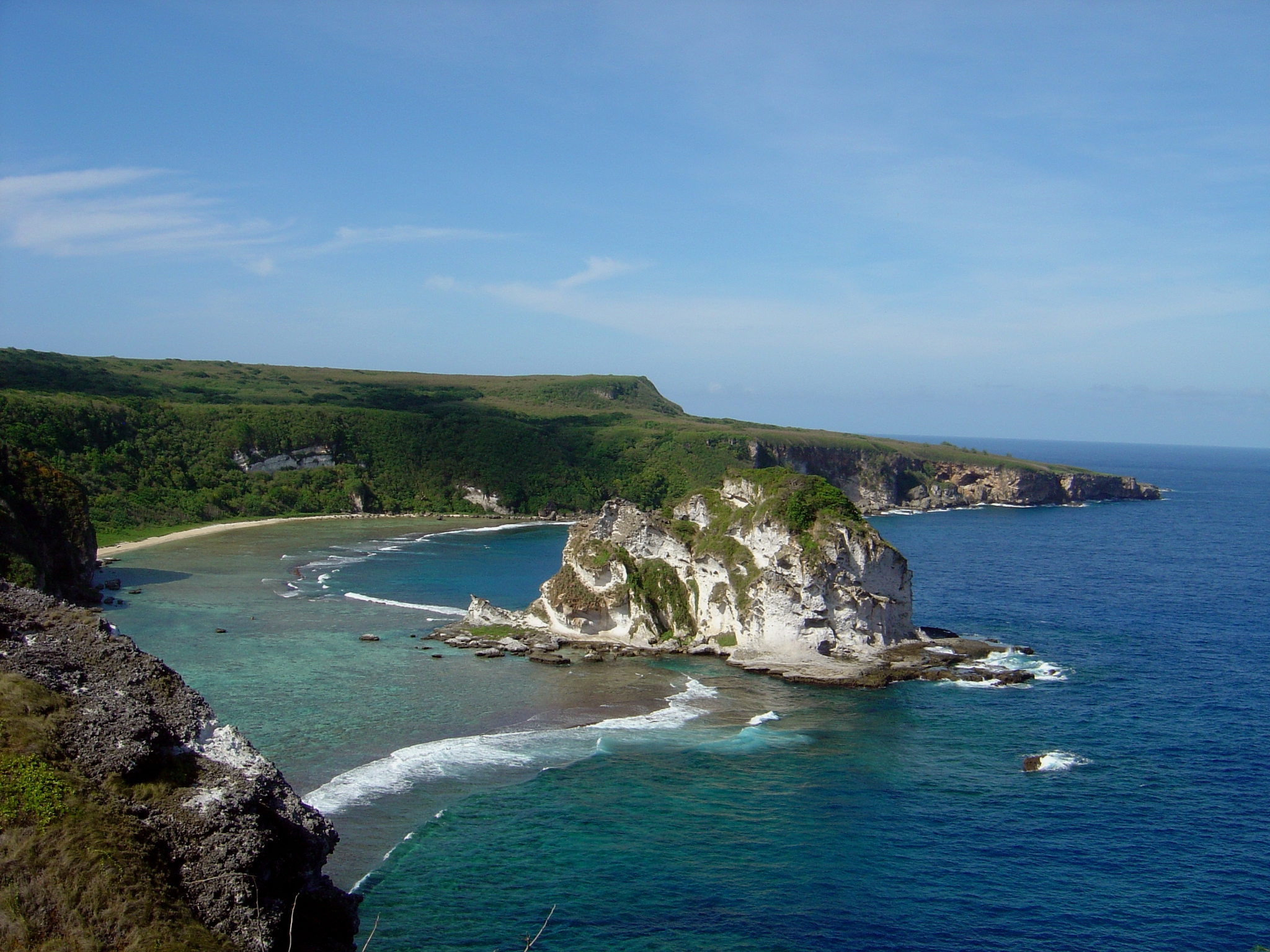
A Bird Island (Madár-sziget) Saipannál
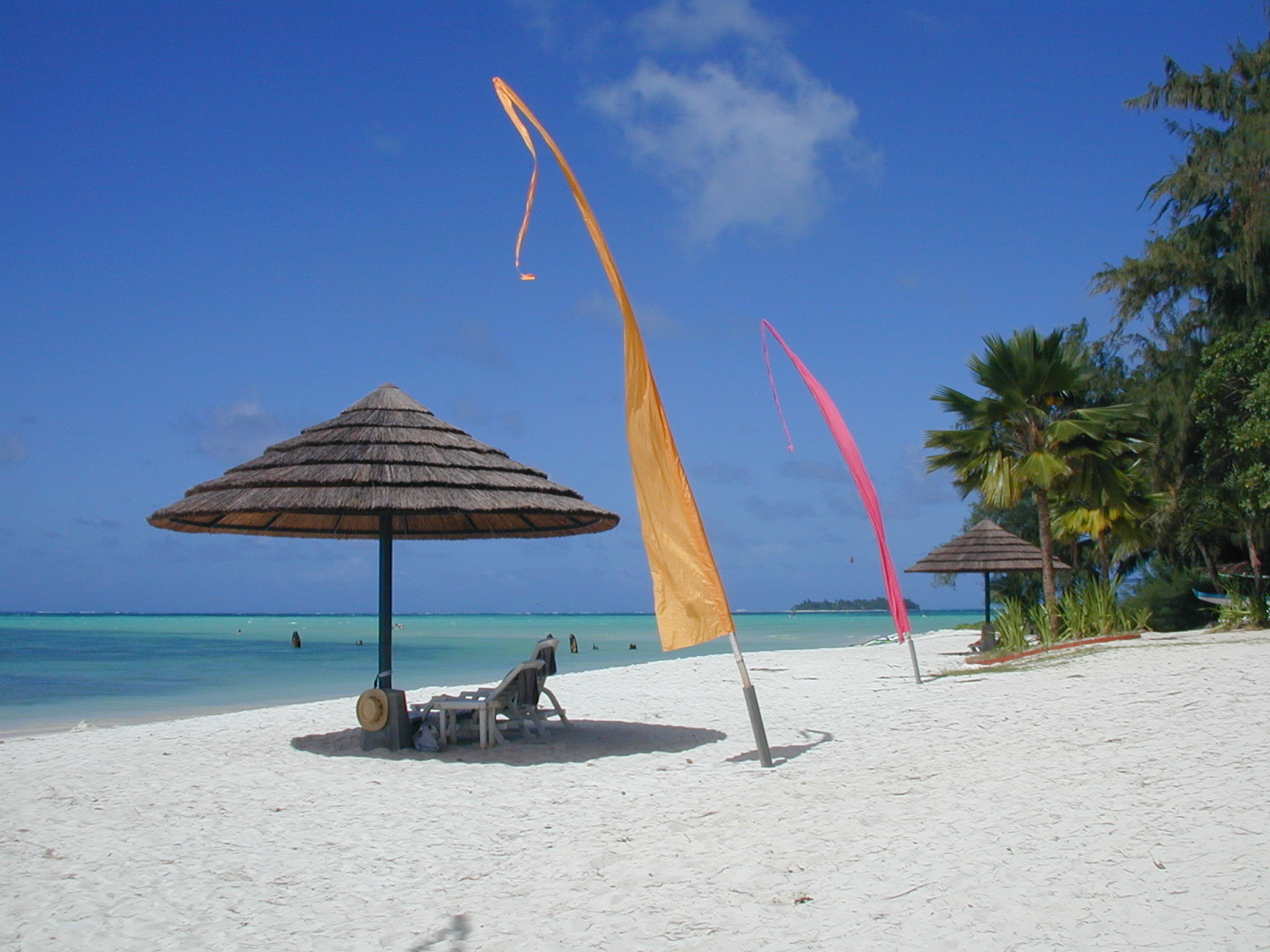
Micro Beach, Saipan
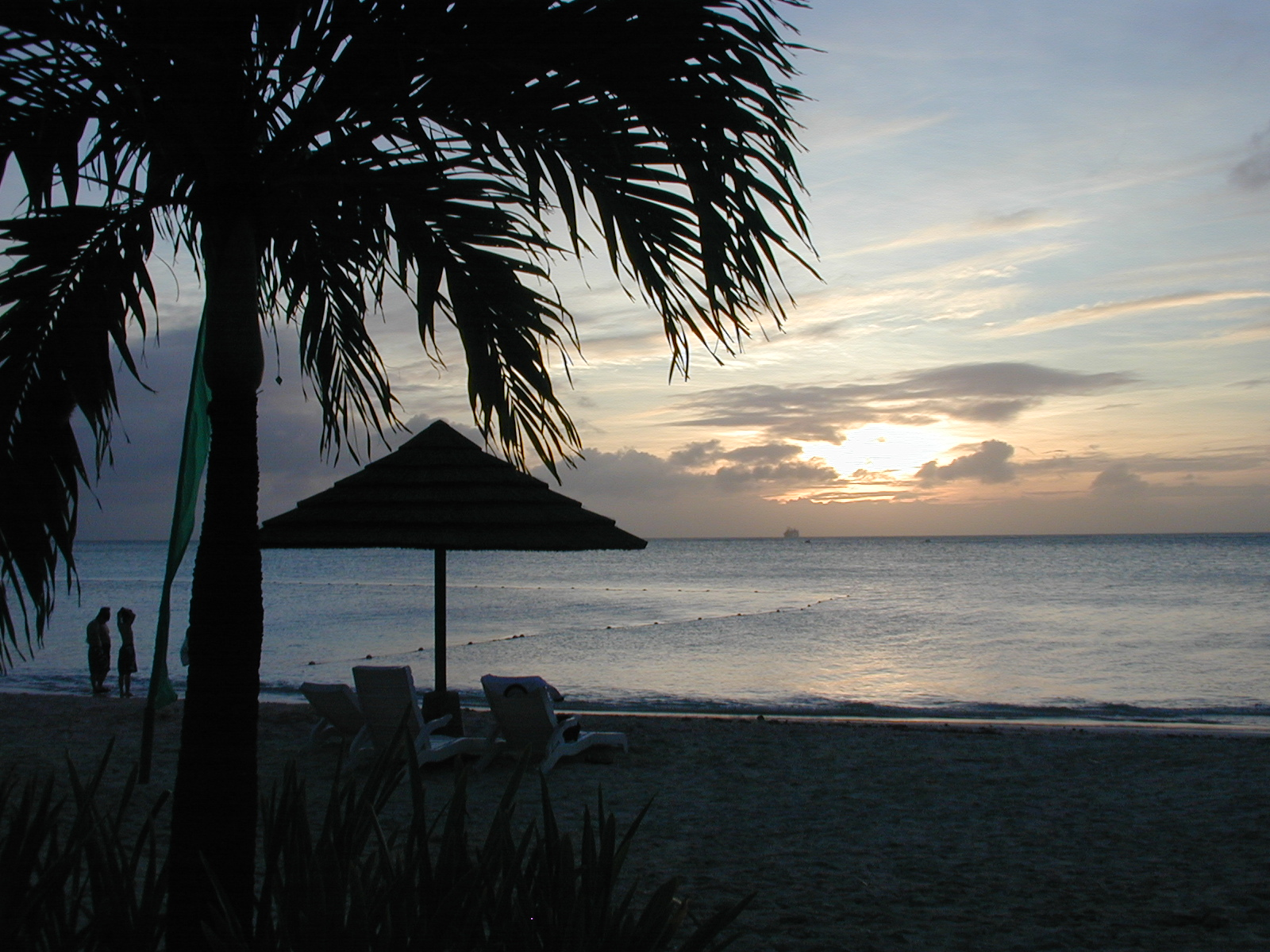
Naplemente a Micro Beach-en
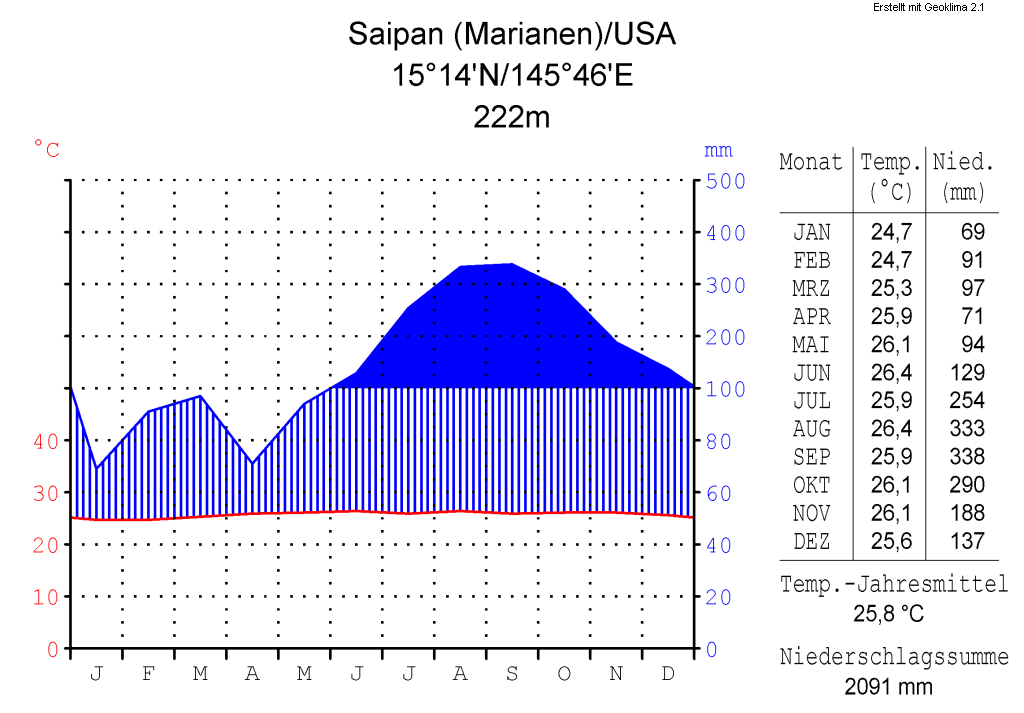
Saipan klímadiagramja

## Fordítás
- Ez a szócikk részben vagy egészben  a   Saipan című német Wikipédia-szócikk ezen változatának fordításán alapul.  Az eredeti cikk szerkesztőit annak laptörténete sorolja fel. Ez a jelzés csupán a megfogalmazás eredetét és a szerzői jogokat jelzi, nem szolgál a cikkben szereplő információk forrásmegjelöléseként.